# Étang de Leucate
Der Étang de Leucate (auch: Étang de Salses, Étang de Salses ou de Leucate, Étang de Salses-Leucate) ist ein Brackwassersee im Süden Frankreichs, zwischen Leucate und Salses-le-Château. Geomorphologisch gesehen handelt es sich um ein Haff bzw. eine Lagune an der Ausgleichsküste des Mittelmeers zwischen dem Delta der Rhone und dem Pyrenäenabfall ins Mittelmeer.
Die Lagune hat eine Ausdehnung von ca. 5400 Hektar und eine durchschnittliche Tiefe von 1,7 Metern. Im Bereich Leucate beträgt die Tiefe 1 m, im Bereich Salses 2 m; der tiefste natürliche Bereich beträgt 3,7 m, der tiefste ausgebaggerte Bereich (in den Graus, den Verbindungen zum Mittelmeer) 3 bis 5 m.

## Politische Geographie
Der Étang de Leucate befindet sich in der Region Okzitanien und erstreckt sich über die Départements Pyrénées-Orientales und Aude. Folgende Gemeinden umringen die Lagune: Fitou, Leucate, Le Barcarès, Saint-Laurent-de-la-Salanque, Saint-Hippolyte und Salses-le-Château.

## Touristische Bedeutung
Durch seine Lage in einer sehr windreichen Region zählt der Étang de Leucate zu den bedeutendsten Windsurfgebieten im französischen Midi. Das – besonders auf der Leucate zugewandten Seite – flache Wasser bietet auch Surf-Anfängern großflächige Möglichkeiten zum Üben, zumal die Feriensiedlungen von Port Leucate zahlreiche und (gemessen an den üblichen Kosten in Südfrankreich) preiswerte Unterkünfte aufweisen.

## Wirtschaftliche Bedeutung

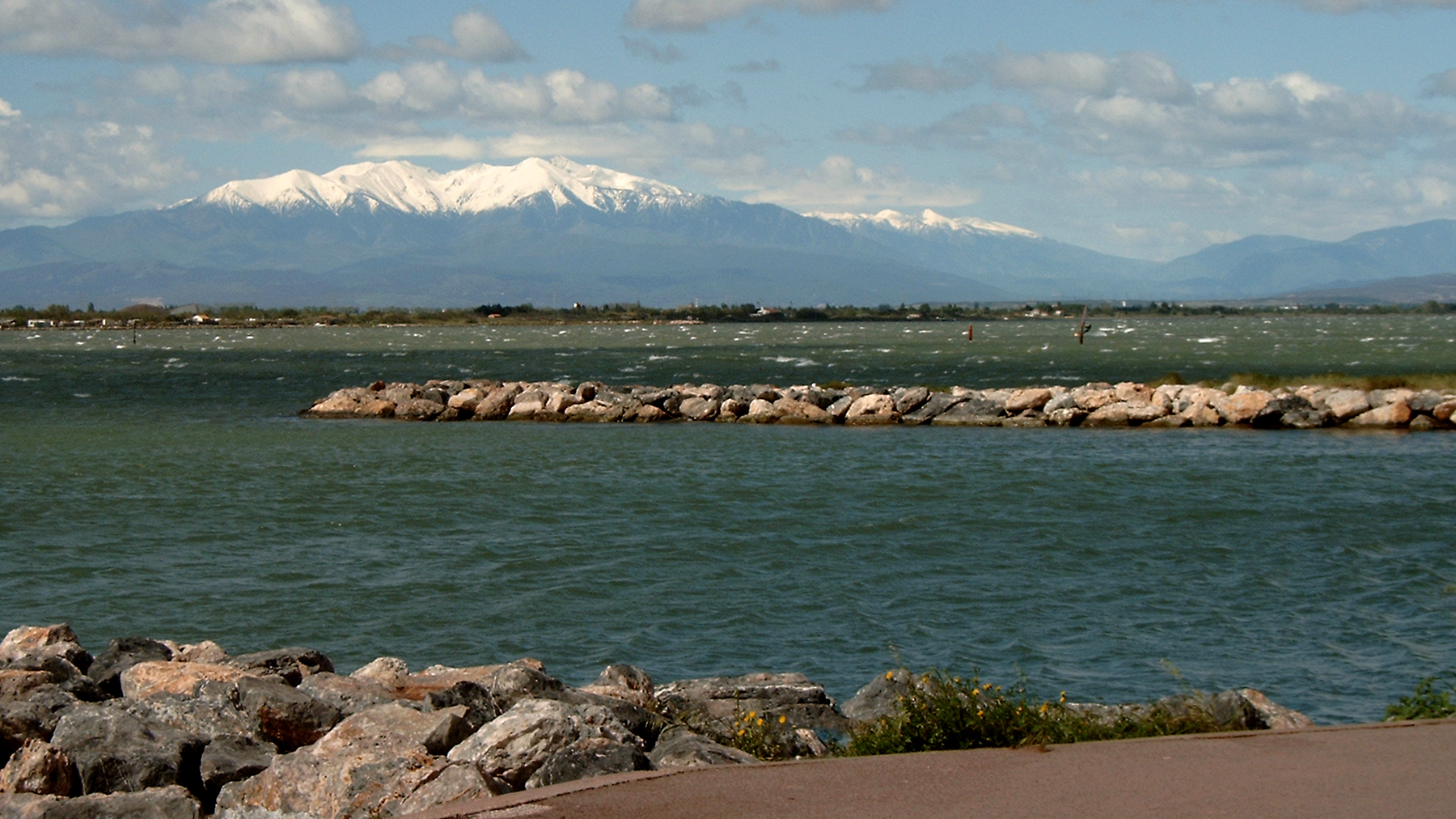
Blick von Le Barcarès (residence Murano) auf den Canigou

Windsurfer auf dem Étang de Leucate

Der Étang des Leucate ist eines der Zentren der südfranzösischen Austern- und Muschelzucht, wobei die Austern- und Muschelzüchter ausschließlich auf der Gemarkung Leucate tätig sind. An der Verbindungsstraße zwischen Leucate Plage und Port Leucate liegt an einem Ausfluss des Étang zum Meer ein Centre Ostréicole, in dem die Austern und Muscheln „erntefrisch“ verkauft werden.

Blick von Osten
Blick von Westen